# Wytowno (wieś)
Wytowno (kaszb. Wëtowno, niem. Weitenhagen) – wieś w Polsce położona w województwie pomorskim, w powiecie słupskim, w gminie Ustka.
W latach 1975–1998 miejscowość administracyjnie należała do województwa słupskiego.
Wieś stanowi sołectwo w którego skład wchodzi również Dalimierz Przewłocki i Wytowno (osada).

## Nazwa
Nazwa wsi ma genezę słowiańską i charakter topograficzny. Powstała przez dodanie do pomorskiej nazwy pospolitej *vit „wić, witwa” formantu -owno. Friedrich Lorentz przytacza dwa warianty nazwy w lokalnych gwarach słowińskich: Vȧ͂tɵvnɵ, Vȧ͂tɵwnɵ, wraz z utworzonymi od nich nazwami mieszkańców: Vȧ͂tɵvńȯu̯n, Vȧ͂tɵvńȯu̯nkă „wytownianin, wytownianka” – Vȧ͂tɵwńȯu̯n, Vȧ͂tɵwńȯu̯nkă „ts.”. Twarda spółgłoska /v/ i samogłoska /ɨ/ w nagłosie (Wytowno zamiast *Witowno) nawiązuje do wymowy gwarowej.
Niemiecka nazwa Weitenhagen, po raz pierwszy poświadczona w 1789, jest hybrydą, złożoną z członu weit wywodzącego się od pomorskiej podstawy *wit z adideacją do dlniem. weit „biały”, oraz z nazwy pospolitej Hagen „ogrodzenie, ogrodzony teren”.
Rada Języka Kaszubskiego proponuje kaszubską formę nazwy Wëtowno.

## Części wsi
| SIMC    | Nazwa  | Rodzaj    |
| ------- | ------ | --------- |
| 0752409 | Smużki | część wsi |

W latach 1945–1954 istniała gmina Wytowno.

## Zabytki
- Kościół św. Franciszka z Asyżu, wzmiankowany w 1482. W 1880 przeprowadzono konserwację wieży i nawy. Świątynia jest kościołem parafialnym rzymskokatolickiej parafii św. Franciszka z Asyżu w Wytownie[10]. Dominantą ryglowej świątyni z XVII w. jest XIV w., murowana, szersza od nawy, wieża, ukoronowana smukłym hełmem. Wystrój barokowy, uzupełniony gotyckimi elementami[11].
- Dwór z przełomu XVII i XVIII w, piętrowy, dwuskrzydłowy, murowany, kryty dachem naczółkowym. Od frontu dwupiętrowy ryzalit[12] zwieńczony frontonem z głównym wejściem pod balkonem. We frontonie herb właścicieli rodziny von Bandemer. W otoczeniu pozostałości parku[13].

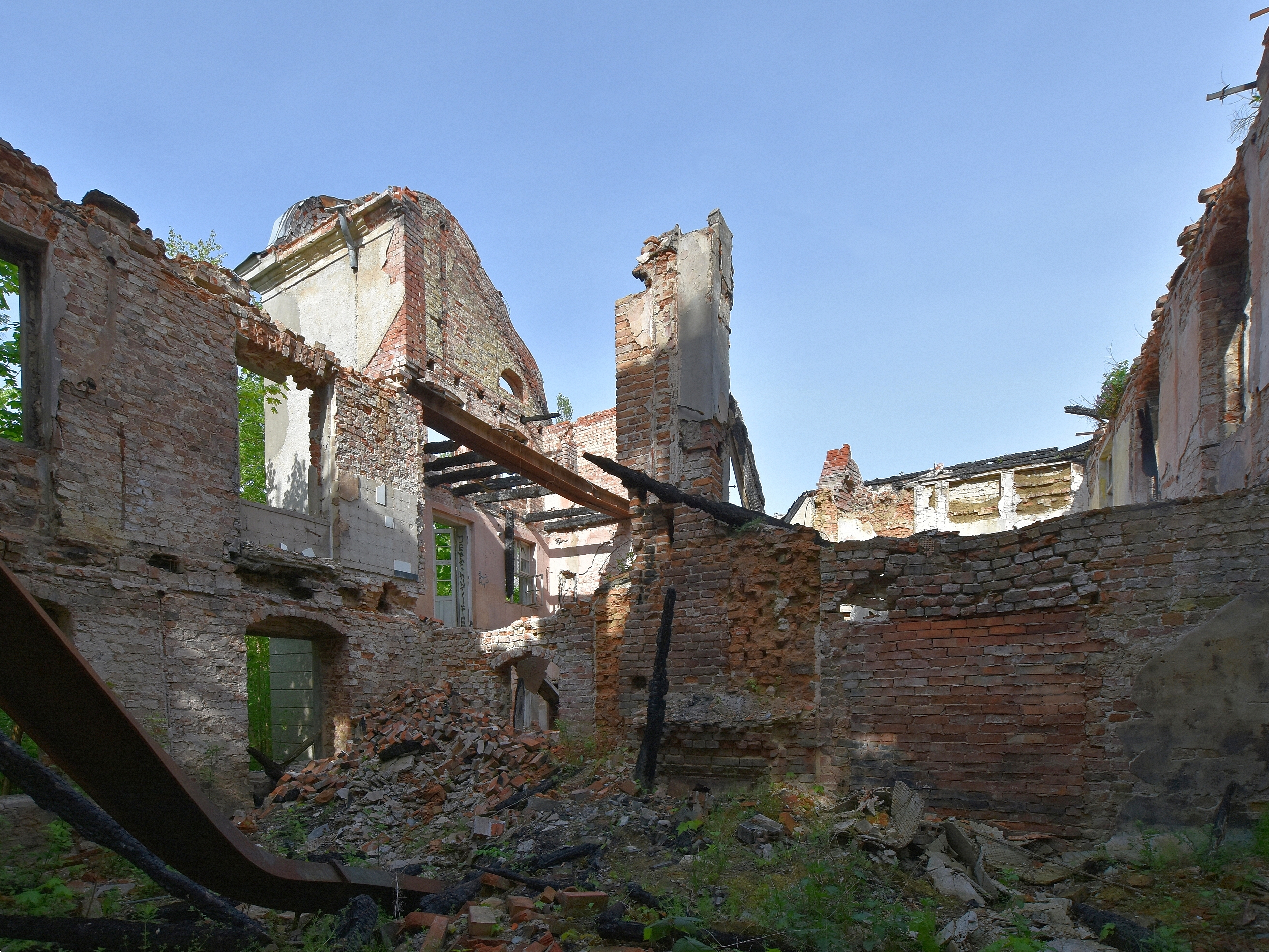
Dwór rodziny von Bandamer
Herb właścicieli dworu von Bandemer
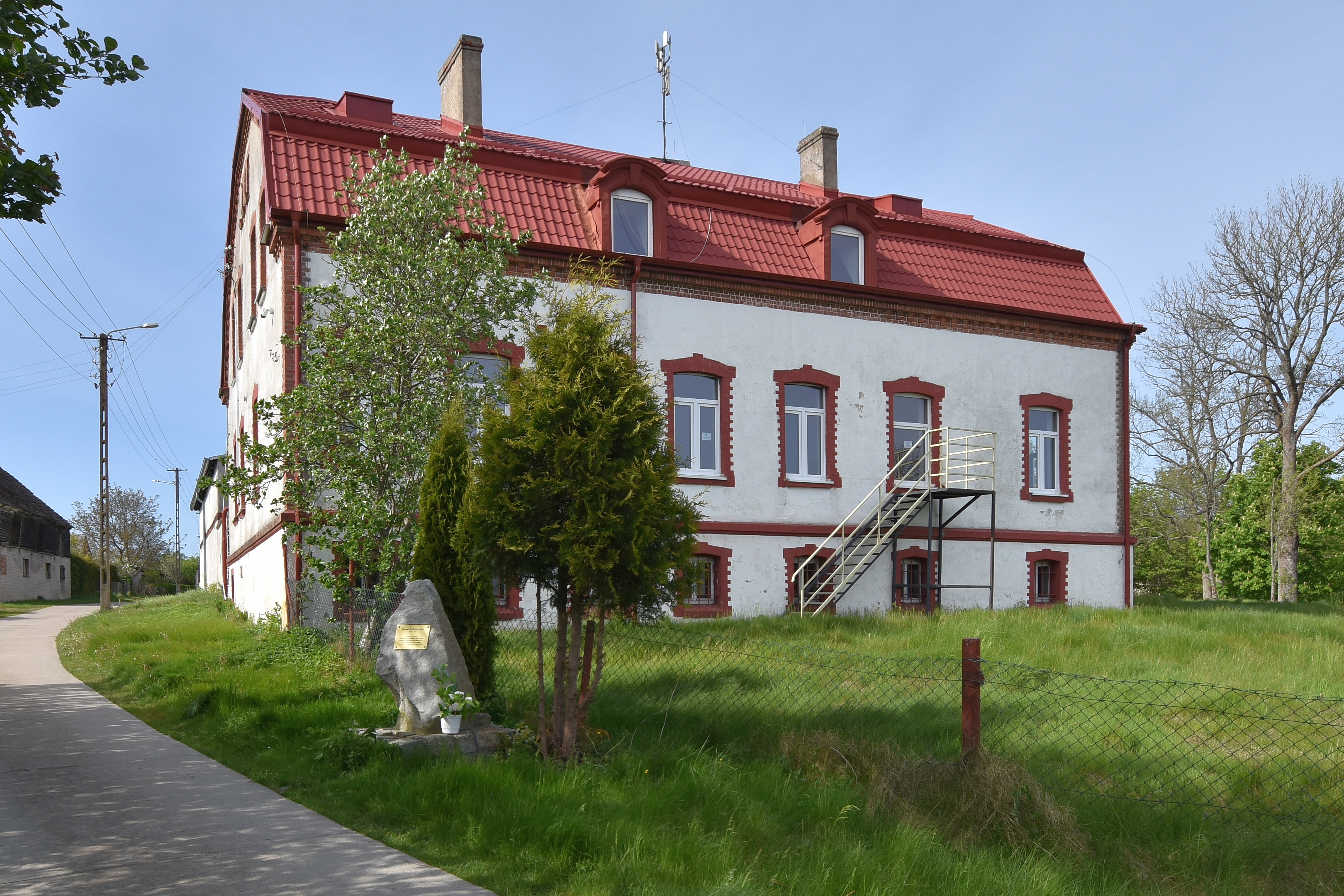
Szkoła